# Ophioplinthaca abyssalis
Ophioplinthaca abyssalis is een slangster uit de familie Ophiacanthidae.
De wetenschappelijke naam van de soort werd in 1972 gepubliceerd door Gustave Cherbonnier & Myriam Sibuet.